# Źródło Bażana

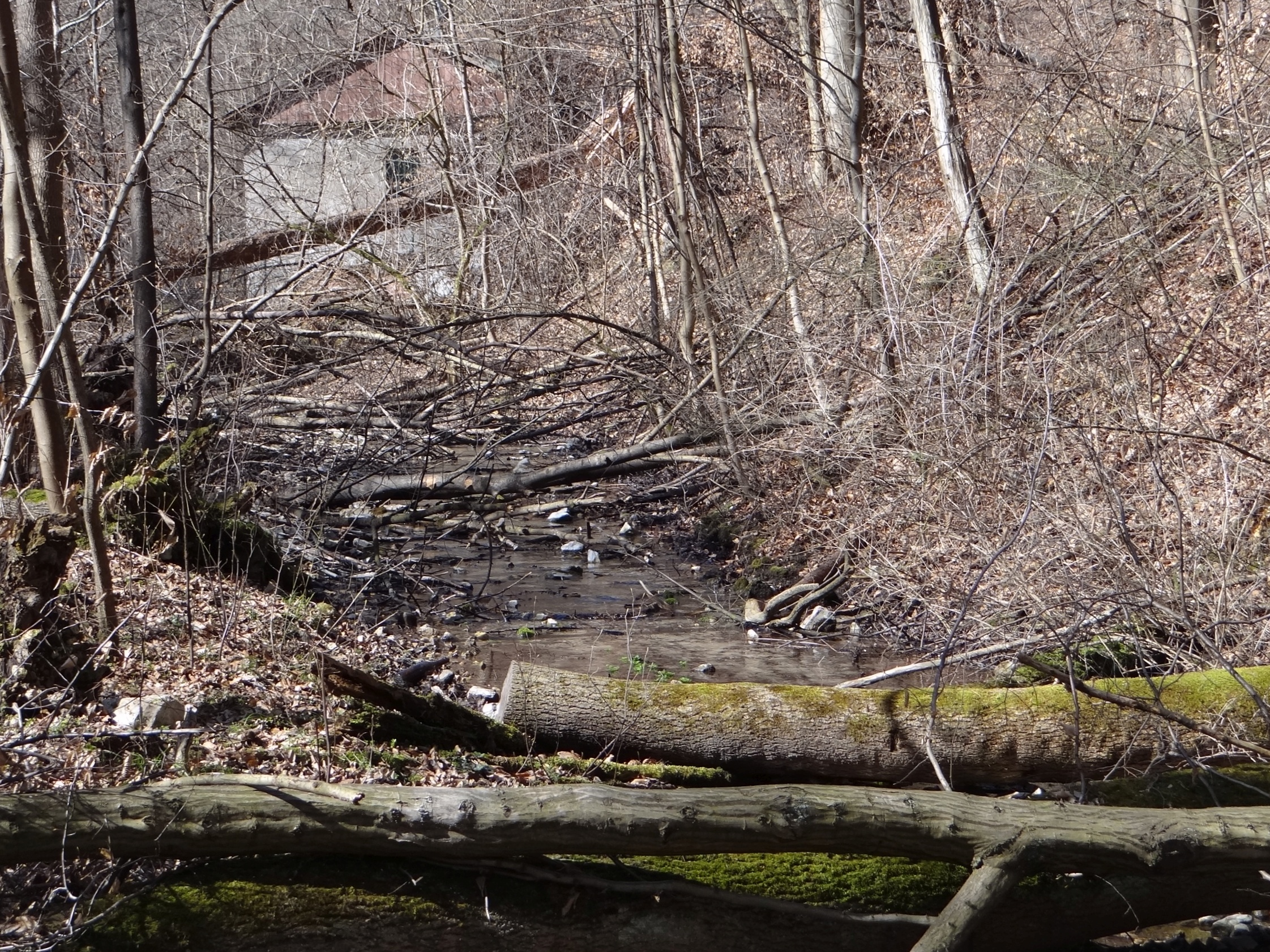
Wypływ wody ze źródła

Źródło Bażana – źródło w Dolinie Racławki na Wyżynie Krakowsko-Częstochowskiej. Znajduje się u wylotu wąwozu Stradlina, na zachód od wsi Żary. Zostało obudowane na potrzeby lokalnego wodociągu. Łączna wydajność źródła wynosi około 5 l/s. Wypływający z niego strumień jest prawobrzeżnym dopływem Racławki.
Przypuszcza się, że wody wypływające ze źródła Bażana w cieplejszych okresach dziejów Ziemi przyczyniły się do powstania martwic wapiennych na dnie Doliny Racławki. Wzdłuż cieku wypływającego ze źródła rośnie m.in. potocznik wąskolistny, knieć błotna, mięta nadwodna i niezapominajka błotna.
Źródło znajduje się w obrębie rezerwatu przyrody Dolina Racławki, na obszarze Natura 2000 „Dolinki Jurajskie”. Obok źródła przebiega ścieżka dydaktyczna.

## Szlak turystyczny
niebieska, ogólnoprzyrodnicza ścieżka dydaktyczna. Od parkingu w Dubiu dnem Doliny Racławki, obok Opalonej, Skałki z Nyżą, Źródła Bażana, przez wąwóz Stradlina i Komarówkę do dna doliny. 13 przystanków edukacyjnych.